# Стефана Стойкова
Стефана Минчева Стойкова е българска фолклористка, изследователка на българския фолклор и народна култура. Заместник-директор на Института за фолклор, ст.н.с. I ст., преподавател в Софийския университет.

## Биография
Родена е на 19 февруари 1922 г. в София. Завършва славянска филология в Софийския университет „Св. Климент Охридски“ (1945). Осъществява краткосрочни специализации и обмяна на опит в Прага (1949), Ленинград (1960), Братислава (1967) и Варшава (1967 и 1974). Започва работа в БАН като асистент в Института за български език (1945), през 1950 г. е научен сътрудник в Етнографския институт с музей, където защитава докторат (1960) и работи като ст.н.с., научен секретар (1967 – 1973) и ръководител на секцията за фолклор (1969 – 1973). През 1973 г. преминава към новооснования Институт за фолклор като ст.н.с. и ръководител на секцията за словесен фолклор. От 1974 до 1982 е заместник-директор на същия институт. След хабилитация е избрана за ст.н.с. І ст. (професор) (1977 – 1988). Преподавала е в Софийския държавен университет (1975 – 1989).
Носителка е на международната награда „Йохан Готфрид Хердер“ (1983).
Научните ѝ интереси и занимания са насочени предимно към изследване на словесния фолклор: юнашки епос, хайдушки и исторически песни и балади, кратки жанрове (пословици и поговорки, гатанки), българо-сърбо-хърватски и българо-гръцки фолклорни отношения, устност и писменост във фолклора, история на българската фолклористика.
Стефана Стойкова е съпруга на българския учен езиковед и основоположник на българската диалектология проф. Стойко Стойков.
Умира на 4 септември 2021 г.

## Избрана библиография

### Книги и сборници
- Принос към изучаването на българския партизански бит и фолклор. (По материали от Плевенско и Ловешко). С., БАН, 1954. 319 с. (Съавт.: Цв. Романска).
- Огнището в българския бит. С., БАН, 1956. 221 с., илюстр. и карти.
- Български народни гатанки. [Изследване]. С., БАН, 1961. 231 с.
- Битови приказки и анекдоти. (Българско народно творчество, т.10), С., БП, 1963. 571 с. (В съавт. с П.Динеков).
- Фолклор от Западните Родопи. СбНУ, 50, 1963, 277 – 344.
- Български народни гатанки. С., НИ, 1970, 801 с. (2 изд., НИ, 1984, 3 прераб. и доп. изд., Колибри, 2011).
- Български юнашки епос. С., БАН, 1971. 1060 с. (СбНУ, 53). (Съавт.: Р. Ангелова, Л. Богданова, Цв. Романска, Е. Стоин).
- Етнография на България в три тома. Т.ІІІ. С., БАН, 1975. 387 с. (Съред. С. Генчев, М. Василева и съавт. колектив).
- Хайдушки и исторически песни. (Българска народна поезия и проза в седем тома. Т. III). С., БП, 1983, 480 с.
- Български народни балади и песни с митологически и легендарни мотиви. (СбНУ 60, ч.1, 1993, 576 с., и ч.2, 1994, 927 с.) (Съавт.: Л. Богданова, С. Бояджиева, Н. Кауфман, К. Михайлова, Л. Парпулова, С. Петкова).
- Български хайдушки и революционен песенен фолклор. (СбНУ, 61). С., АИ „Проф. М. Дринов“, 2001. 872 с.(Съавт. Л. Богданова, Р. Иванова).
- Български пословици и поговорки. С., Колибри, 2007. 430 с. Рецензия
- Хърватските бугарщици и техните български съответствия. С., АИ „Проф. М. Дринов“, 2015. 149 с.

### Студии и статии
- Литература и фолклор. Един случай на литературно проникване във фолклора. – В: Езиковедско-етнографски изследвания в памет на акад. С. Романски. С., БАН, 1960, 755 – 776.(За сюжетния тип „Девойката без ръце“ в българския фолклор).
- Вклад ученых России в развитие болгарской фольклористики ХІХ века. – Русский фольклор, 8, 1963, 273 – 287.
- Наблюдения върху съвременното състояние на юнашката епическа традиция в България. – Славянска филология, 5. С., 1963, 21 – 35.
- Една неизвестна версия на народната песен за Мурад и Мара. – Изв. на Етнографсия институт с музей,6, 1963, 377-383.
- Образът на Левски в една неизвестна песен от Софийско. – Език и литература, 23, 1968, № 2, 60-64.
- Далматинските бугарщици и техните български съответствия. – В: Етноггенезис и културно наследство на българския народ. С., БАН, 1971, 137-142.
- Le passage d'une nouvelle litteraire grecque dans le folklore des Bulgares et des Serbes. – In: Actes du I-er Congres International des etudes balkaniQues et sud-est europeennes, 7. Sofia, 1971, 799-813.
- Общи черти и различия между българските и сръбските хайдушки и гръцките клефтически песни. – Славянска филология, 14, С., 1973, 121-137.
- Ботевите песни в българския фолклор. – Български фолклор, 2, 1976, № 3-4, 3-16.
- Из поетиката на българските и сърбохърватските хайдушки песни – поетическото време и пространство. – Славянска филология, 16, С., 1978, 335-348.
- Към въпроса за приемствеността (континюитета) в българската епическа традиция. – Български фолклор, 5, 1979, № 1, 16-22.
- Наблюдения върху стиховия размер на юнашките песни. – Български фолклор, 6, 1980, № 1, 13-24.
- Към въпроса за историзма на българските исторически жанрове. – Български фолклор, 7, 1981, № 4, 3-10.
- За историзма на хайдушките песни. – В: Фолклор и история (Проблеми на българския фолклор, 6). С., 1982, 142-148.
- За строфата в българските юнашки песни. – В: Литературознание и фолклористика. В чест на 70-годишнината на акад. П. Динеков. С., БАН, 1983, 362-367.
- Към проучването на една обща тема в българския и гръцкия фолклор.(Песента за падането на Цариград). – Български фолклор, 11, 1985, № 3, 29-43.
- Птици вестители и птици прорицатели в българския и в гръцкия песенен фолклор. – В: Българският фолклор в славянската и балканската културна традиция. (Проблеми на българския фолклор, 8). С., БАН, 1991, 115-120.
- Еничарският песенен цикъл в българския фолклор. – В: Възрожденският текст. В чест на проф. Д. Леков. С., 1998, 268-281.
- Naissance et developpement du folklore bulgare au XIX siecle. – Ethnologie francaise {Paris}, 21, 2001, N 2, 199-207.